# Evert Dolman
Evert "Eef" Gerardus Dolman (22 de fevereiro de 146 — 12 de maio de 1993) foi um ciclista de estrada holandês, que conquistou a medalha de ouro nos 100 km contrarrelógio por equipes nos Jogos Olímpicos de 1964 em Tóquio, ao lado de Gerben Karstens, Bart Zoet e Jan Pieterse. Tornou-se campeão holandês em 1967 e 1968, mas depois foi destituído de seu título de 1967 por causa de dopagem.
Numa entrevista a revista holandesa, Wielerrevue, Dolman disse que sua carreira de ciclista tinha sido prejudicada por consumo de drogas e que ele descreveu como a caça às bruxas conduzida nos primeiros anos de testes de drogas na década de 1960.